# Todenham
Todenham – wieś i civil parish w Anglii, w Gloucestershire, w dystrykcie Cotswold. W 2011 civil parish liczyła 364 mieszkańców. Todenham jest wspomniana w Domesday Book (1086) jako Teodeham/Toteham.